# جان جاك سيمبي
جان جاك سيمبي (المعروف عادة باسم سيمبي) (17 أغسطس 1932 - 11 أغسطس 2022)، هو رسام كاريكاتير فرنسي. مؤلف سلسلة كتب الأطفال «لو بيتي نيكولاس» ابتكر سيمبي (مع رينيه جوسيني، مؤلف أستريكس الذي توفي عام 1977)، سلسلة «لو بيتي نيكولاس» في منتصف القرن العشرين. ابتكر رسوما كاريكاتورية لمجلات مثل «باري ماتش» و «ماري كلير» و «ليكسبريس». كما رسم أكثر من 50 غلافا لمجلة نيويوركر. كما نشر أيضا العديد من الكتب كمؤلف ورسام.

## حياته
من مواليد 17 أغسطس 1932 في بوردو، ترك المدرسة في سن الرابعة عشرة، بعد خروجه من الجيش، انتقل إلى باريس وبدأ في العمل مع رينيه جوسيني. قضى معظم حياته في حي سان جيرمان دي بري في باريس.

## وفاته
توفي جان جاك سيمبي عن 89 عاما، وفقا لما أفادت به وكالة الأنباء الفرنسية مساء الخميس 11 أغسطس 2022 نقلا عن زوجته. وكان سيحتفل بعامه التسعين بعد بضعة أيام.

## روابط خارجية
- جان جاك سيمبي على موقع IMDb (الإنجليزية)
- جان جاك سيمبي على موقع مونزينجر (الألمانية)
- جان جاك سيمبي على موقع ميوزك برينز (الإنجليزية)
- جان جاك سيمبي على موقع ديسكوغز (الإنجليزية)
- جان جاك سيمبي على موقع ديسكوغز (الإنجليزية)
- جان جاك سيمبي على موقع قاعدة بيانات الفيلم (الإنجليزية)